# دریاچه اورتا
دریاچه اورتا (انگلیسی: Lake Orta) دریاچه‌ای در شمال ایتالیا و غرب دریاچه ماجیوره است. این دریاچه از قرن ۱۶ به این اسم نامگذاری شده‌است، اما پیش‌تر به نام قدیس حامی منطقه سنت جولیوس (سده چهارم)، Lago di San Giulio نامیده می‌شد. انتهای جنوبی آن از طریق ریل در ۳۵ کیلومتری شمال غربی نووارا در خط اصلی تورین- میلان قرار دارد، در حالی که انتهای شمالی آن از ریل در ۶ کیلومتری جنوب ایستگاه راه‌آهن Gravellona Toce، نیمه راه بین اورناواسو و اومنیا واقع شده‌است. مناظر آن دارای ویژگی‌های ایتالیایی است، در حالی که جزیره سان جیولیو ساختمان‌های بسیار زیبایی دارد، و نام خود را از قدیس محلی که در قرن چهارم زندگی می‌کرد، گرفته است. اورتا سان جیولیو در اطراف دریاچه واقع شده و بر روی یک شبه‌جزیره در ساحل شرقی دریاچه ساخته شده است، اومنیا در قسمت شمالی دریاچه، پتناسکو در شرق، و پلا در غرب آن ساخته شده‌است. فرض بر این است که این دریاچه بقایای یک پهنه آبی بسیار بزرگ‌تر است. هنگامی که یخچال‌های طبیعی پسروی کردند، آب‌های ناشی از ذوب یخچال فرو رفته و به تدریج به دریاچه ماجیوره تبدیل شد.